# Abdulrahman Al-Aboud
Abdulrahman Al-Aboud (Dammam, Arabia Saudita, 1 de junio de 1995) es un futbolista saudí. Juega de extremo y su equipo es el Al-Ittihad de la Liga Profesional Saudí. Es internacional absoluto por la selección de Arabia Saudita desde 2018.

## Trayectoria
Al-Aboud debutó profesionalmente con el Al-Ettifaq en la victoria por 1-2 el ante el Al Raed en la Copa del Rey de Campeones.

## Selección nacional
Debutó con la selección de Arabia Saudita el 10 de septiembre de 2018 en el empate 2-2 contra Bolivia en un encuentro amistoso.
Fue convocado a la Copa Mundial de Fútbol de 2022.

### Participaciones en Copas del Mundo
| Copa                           | Sede  | Resultado    |
| ------------------------------ | ----- | ------------ |
| Copa Mundial de Fútbol de 2022 | Catar | Primera fase |

## Clubes
| Club                  | País           | Año       |
| --------------------- | -------------- | --------- |
| Al-Ettifaq            | Arabia Saudita | 2014-2019 |
| Al-Orobah (préstamo)  | Arabia Saudita | 2016-2017 |
| Al-Ittihad            | Arabia Saudita | 2017-act. |
| Al-Ettifaq (préstamo) | Arabia Saudita | 2024      |

## Palmarés

### Campeonatos nacionales
| Título                      | Club       | País           | Año  |
| --------------------------- | ---------- | -------------- | ---- |
| Supercopa de Arabia Saudita | Al-Ittihad | Arabia Saudita | 2023 |
| Liga Profesional Saudí      | Al-Ittihad | Arabia Saudita | 2023 |
| Liga Profesional Saudí      | Al-Ittihad | Arabia Saudita | 2025 |
| Copa del Rey de Campeones   | Al-Ittihad | Arabia Saudita | 2025 |